# Karl Friedrich Richard Wagner
Karl Friedrich Richard Wagner (auch Carl Friedrich Richard Wagner) (* 22. Mai 1848 in Altenburg; † 2. Januar 1915 in Göschwitz) war ein deutscher Kommunalpolitiker und Verbandsfunktionär.

## Leben
Karl Richard Wagner war der Sohn des Juristen und Reichstagsabgeordneten Gustav Richard Wagner. Sein eigener beruflicher Werdegang führte ihn anfänglich ebenfalls in den Justizdienst. So hatte er nach dem Besuch des Friedrich-Gymnasiums in Plauen Rechtswissenschaften in Jena und Leipzig studiert. Während seines Studiums wurde er 1868 Mitglied der Burschenschaft Arminia auf dem Burgkeller. Ab 1879 war er im kommunalen Verwaltungsdienst tätig. Von 1885 bis zu seiner Pensionierung 1908 war Wagner Bürgermeister von Plauen.
Wagner war 1881 zusammen mit Oscar Metzner Gründungsvater des Vogtländischen Touristenvereins (heute Verband Vogtländischer Gebirgs- und Wandervereine). Von 1894 bis 1897 hatte Wagner die Geschäftsführung des Zentralausschusses und damit den Vorsitz des Verbands Deutscher Touristenvereine inne.
Wagner war seit 1882 verheiratet mit Emma Maria geborene Zumpe. Der Ehe entsprossen eine früh verstorbene Tochter sowie zwei Söhne, Johannes Gerhard (Hans) Wagner und Karl Richard Wagner.

## Ehrungen
- 1870: Eisernes Kreuz, II. Klasse
- Albrechts-Orden Ritterkreuz 1. Klasse
- herzoglich sachsen-altenburgische Silberne Verdienstmedaille
- 1909: Wagner wurde zum Ehrenbürger der Stadt Plauen ernannt.
- Die Wagner-Straße in Plauen (Siedlung Neundorf) ist nach ihm benannt.
- Der Wagner-Metzner-Platz auf der Tennerahöhe bei Plauen ist nach ihm benannt.